# هاتانو هيديهارو
هاتانو هيديهارو (باليابانية: 波多野秀治؛ بالكانا: はたの ひではる) هو ساموراي ياباني، ولد في 1541، وتوفي في 25 يونيو 1579.